# Liste der Naturdenkmale in Damscheid
Die Liste der Naturdenkmale in Damscheid nennt die im Gemeindegebiet von Damscheid ausgewiesenen Naturdenkmale (Stand 13. Mai 2024).

## Naturdenkmale
| Nr.         | Bezeichnung                   | Lage                                                | Beschreibung                                                                           | Bild                                    |
| ----------- | ----------------------------- | --------------------------------------------------- | -------------------------------------------------------------------------------------- | --------------------------------------- |
| ND-7140-113 | Eiche am Götzen               | westlich des Ortes; Abteilung Auf Götzen Lage       | Quercus petraea                                                                        | Direkt Bild zu diesem Denkmal hochladen |
| ND-7140-114 | Eiche auf dem Remm            | nordwestlich des Ortes; Abteilung Auf der Remm Lage | Quercus petraea                                                                        | Direkt Bild zu diesem Denkmal hochladen |
| ND-7140-115 | Baumgruppe am Aldegundismarkt | westlich des Ortes; Abteilung Naßstruth Lage        | Fagus sylvatica, 14 Bäume, Quercus petraea, sechs Bäume, und Quercus rubra, zwei Bäume | Direkt Bild zu diesem Denkmal hochladen |